# Maurice Ravel

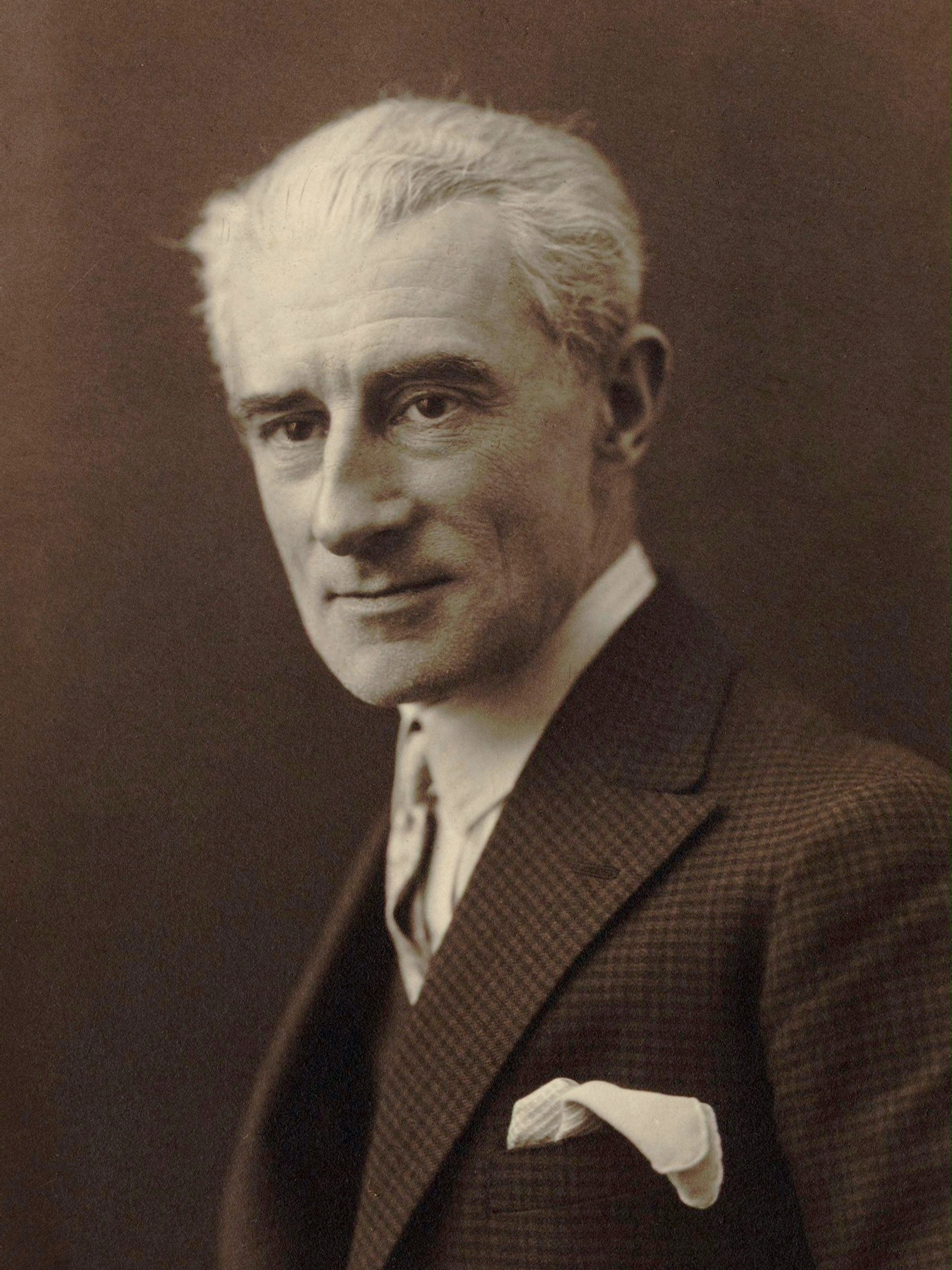
Ravel năm 1925

Joseph Maurice Ravel (7 tháng 3 năm 1875 – 28 tháng 12 năm 1937) là một nhà soạn nhạc, nghệ sĩ dương cầm và nhạc trưởng người Pháp. Tên tuổi của ông và của người đương thời lớn tuổi hơn Claude Debussy thường được gắn liền với trường phái ấn tượng, mặc dù cả hai nhà soạn nhạc đều không công nhận khái niệm này. Khi còn sống trong thập niên 1920 và 1930, Ravel được toàn thế giới công nhận là nhà soạn nhạc vĩ đại nhất của Pháp.
Ravel sinh ra trong một gia đình yêu âm nhạc và theo học tại Nhạc viện Paris, trường âm nhạc hàng đầu của Pháp. Tại nhạc viện, ông không được giới bảo thủ đánh giá cao; sự thiên vị của họ đối với ông cũng đã gây ra tai tiếng. Sau khi rời nhạc viện, Ravel tìm thấy con đường riêng của mình với tư cách là một nhà soạn nhạc, phát triển một phong cách rất đặc trưng và kết hợp vào âm nhạc của mình các yếu tố của chủ nghĩa hiện đại, baroque, tân cổ điển và, trong những tác phẩm về sau, jazz. Ông thích thử nghiệm với hình thức âm nhạc: mô típ của tác phẩm nổi tiếng nhất của ông, Boléro (1928), được lặp đi lặp lại thay vì được phát triển. Nổi tiếng với khả năng phối nhạc, Ravel đã thực hiện một số bản chuyển soạn cho dàn nhạc từ tác phẩm dương cầm của các nhà soạn nhạc khác, trong đó nổi tiếng nhất là bản phối năm 1922 cho tác phẩm Pictures at an Exhibition của Mussorgsky.
Là một người làm việc chậm rãi và cần cù, Ravel sáng tác ít tác phẩm hơn đa số các người cùng thời khác. Trong số các tác phẩm được xuất bản của ông có các tác phẩm dành cho dương cầm, nhạc thính phòng, hai bản hòa tấu dương cầm, nhạc ba lê, hai vở opera và tám liên ca khúc; ông không viết bất kỳ bản giao hưởng hay nhạc nhà thờ nào. Nhiều tác phẩm của ông được viết thành hai phiên bản: đầu tiên là bản nhạc dương cầm và sau đó là bản phối khí. Một số tác phẩm dương cầm của ông, chẳng hạn như Gaspard de la nuit (1908), nổi tiếng với độ khó cao, còn các tác phẩm dàn nhạc phức tạp của ông như Daphnis et Chloé (1912) thì đòi hỏi sự cân bằng khéo léo khi biểu diễn.
Ravel là một trong những nhà soạn nhạc đầu tiên nhận thấy tiềm năng của việc đưa âm nhạc đến gần công chúng thông qua việc ghi âm. Từ thập niên 1920, ông đã tham gia thu âm một số tác phẩm của mình mặc dù kỹ thuật biểu diễn dương cầm và chỉ huy dàn nhạc còn hạn chế; một số tác phẩm khác của ông thì được ghi âm dưới sự giám sát của nhà soạn nhạc.

## Cuộc đời và sự nghiệp

### Thiếu thời

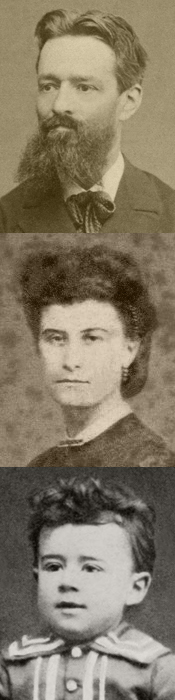
Joseph Ravel (1875), Marie Delouart (1870) và Maurice Ravel năm 4 tuổi (1879)

Ravel sinh ra tại thị trấn Ciboure thuộc vùng Basque, Pháp, gần Biarritz, cách biên giới Tây Ban Nha 18 kilômét. Cha của ông, Pierre-Joseph Ravel, sinh ra tại Versoix gần biên giới Pháp-Thụy Sĩ, là một kỹ sư, nhà phát minh và nhà sản xuất có học thức và thành đạt. Mẹ của ông, Marie (nhũ danh Delouart) là người Basque nhưng lớn lên ở Madrid. Theo khái niệm trong thế kỷ 19, Joseph đã kết hôn với người có địa vị thấp hơn mình – Marie là con ngoài giá thú và hầu như không biết chữ – nhưng cuộc hôn nhân giữa họ vẫn rất hạnh phúc. Một số phát minh thành công của Joseph bao gồm động cơ đốt trong thời kỳ đầu và một cỗ máy xiếc khét tiếng mang tên "Cơn lốc tử thần", một loại vòng quay thu hút khách du lịch cho đến khi xảy ra một vụ tai nạn chết người tại Rạp xiếc Barnum và Bailey vào năm 1903.
Cả cha và mẹ của Ravel đều là người Công giáo La Mã; Marie cũng là một người có tư tưởng tự do, một đặc điểm được người con trai cả của bà thừa hưởng. Ông được rửa tội tại nhà thờ giáo xứ Ciboure sáu ngày sau khi chào đời. Ba tháng sau, gia đình chuyển đến Paris, nơi cậu con trai út Édouard chào đời (Cậu có mối quan hệ thân thiết với cha mình, và cuối cùng đã bước theo con đường làm kỹ sư của cha). Maurice đặc biệt tận tụy với mẹ của mình; truyền thống Basque-Tây Ban Nha của bà đã có ảnh hưởng sâu sắc đến cuộc sống và âm nhạc của ông. Một trong những ký ức đầu đời của ông là những bài dân ca mà bà hát cho ông nghe. Tuy không thuộc hàng giàu có, nhưng gia đình vẫn sống trong điều kiện khá giả và hai cậu bé đã có một tuổi thơ hạnh phúc.
Cha của Ravel rất thích đưa các con trai của mình đến thăm các nhà máy để xem những thiết bị cơ khí mới nhất, nhưng ông cũng rất quan tâm đến âm nhạc và văn hóa nói chung. Về sau, Ravel nhớ lại rằng "Ngay từ thời thơ ấu, tôi đã có một sự nhạy cảm đặc biệt với âm nhạc. Cha tôi, người được đào tạo bài bản hơn hầu hết những người chơi nhạc không chuyên, đã biết cách nuôi dưỡng niềm say mê ấy và khơi dậy sự nhiệt tình của tôi đối với âm nhạc từ khi tôi còn nhỏ". Không có ghi chép nào cho thấy Ravel theo học tại bất kỳ ngôi trường chính thống nào trong những năm đầu đời; người viết tiểu sử của ông, Roger Nichols, cho rằng phần lớn việc giáo dục ông thời thơ ấu có thể do cha ông đảm nhận.
Năm 7 tuổi, Ravel theo học dương cầm cùng Henri Ghys, bạn của Emmanuel Chabrier. 5 năm sau, vào năm 1887, ông bắt đầu học hòa âm, đối âm và sáng tác âm nhạc cùng Charles-René, học trò của Léo Delibes. Mặc dù không phải thần đồng, nhưng ông được công nhận là có năng khiếu về âm nhạc. Charles-René nhận thấy rằng quá trình định hình âm nhạc của Ravel là điều tự nhiên đối với ông "và không phải là kết quả của nỗ lực như bao người khác". Một số tác phẩm đầu tiên được biết đến của Ravel xuất phát từ thời gian này, trong đó có biến tấu trên bài thánh ca của Schumann, biến tấu trên một chủ đề của Grieg và một chương của một bản sonata cho dương cầm. Các tác phẩm này chỉ tồn tại một cách rời rạc.
Vào năm 1888 Ravel gặp nghệ sĩ dương cầm nhỏ tuổi Ricardo Viñes, người mà sau này không chỉ là một người bạn tri kỷ mà còn là một trong những người tiên phong trong việc diễn giải các tác phẩm của ông và còn là cầu nối quan trọng giữa Ravel và âm nhạc Tây Ban Nha. Cả hai đều đánh giá cao Wagner, âm nhạc Nga, và các tác phẩm văn học của Edgar Allan Poe, Baudelaire và Stéphane Mallarmé. Tại Triển lãm Thế giới năm 1889 tại Paris, Ravel đã rất ấn tượng với các tác phẩm mới của Nga do Nikolai Rimsky-Korsakov chỉ huy. Các tác phẩm này, cùng với âm thanh kỳ lạ của nhạc cụ gamelan Java tại Triển lãm, đã để lại dấu ấn lâu dài với Ravel và người đương thời lớn tuổi Claude Debussy.
Émile Decombes trở thành giáo viên dạy dương cầm cho Ravel vào năm 1889. Trong cùng năm, Ravel biểu diễn công khai lần đầu tiên khi ông còn 14 tuổi. Ông biểu diễn tại một buổi hòa nhạc tại Salle Érard cùng Reynaldo Hahn và Alfred Cortot, học trò của Decombes.

### Nhạc viện Paris
Được sự động viên của cha mẹ, Ravel nộp hồ sơn xin theo học tại Nhạc viện Paris, trường âm nhạc hàng đầu của Pháp. Vào tháng 11 năm 1889, ông biểu diễn các tác phẩm của Chopin và đỗ kỳ thi tuyển sinh vào lớp học dương cầm dự bị do Eugène Anthiome chỉ đạo. Ravel giành giải nhất trong cuộc thi dương cầm của Nhạc viện vào năm 1891, nhưng ngoài thành tích này ra, ông không thực sự nổi bật trong vai trò một sinh viên. Tuy nhiên, những năm này là thời kỳ mà Ravel phát triển đáng kể với tư cách là một nhà soạn nhạc. Nhà âm nhạc học Arbie Orenstein viết rằng đối với Ravel, những năm 1890 là thời kỳ "phát triển vượt bậc... từ tuổi thiếu niên đến khi trưởng thành".

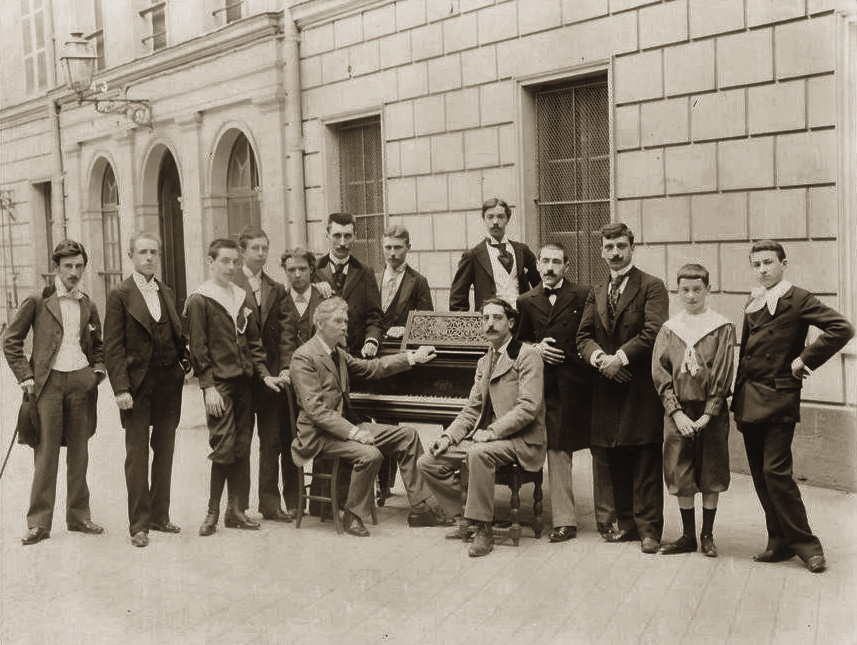
Khóa dương cầm năm 1895 của Charles de Bériot, Ravel đứng bên trái

Năm 1891, Ravel học dương cầm từ Charles-Wilfrid de Bériot và hòa âm từ Émile Pessard. Ông có tiến bộ, nhưng không quá nổi bật, với sự khuyến khích đặc biệt từ Bériot nhưng, theo lời của nhà âm nhạc học Barbara L. Kelly, ông "chỉ có thể được dạy theo cách của riêng mình". Giáo viên sau này của ông là Gabriel Fauré hiểu điều này, nhưng nhìn chung, khoa bảo thủ của Nhạc viện những năm 1890 không chấp nhận điều này. Vì không giành được thêm giải thưởng nào nên Ravel đã bị đuổi học vào năm 1895. Những tác phẩm đầu tiên của ông còn tồn tại đầy đủ là từ thời sinh viên là Sérénade grotesque dành cho dương cầm và "Ballade de la Reine morte d'aimer", một bản mélodie lấy cảm hứng từ một bài thơ của Roland de Marès (đều từ năm 1893).
Ravel chưa bao giờ là một sinh viên chăm chỉ bằng các bạn học của ông như Viñes và Cortot. Rõ ràng là với tư cách là một nghệ sĩ dương cầm, ông sẽ không thể sánh kịp họ, và tham vọng lớn nhất của ông là trở thành một nhà soạn nhạc. Từ thời điểm này, ông tập trung vào sáng tác. Các tác phẩm của ông trong giai đoạn này bao gồm các bài hát "Un grand sommeil noir" và "D'Anne jouant de l'espinette" với lời của Paul Verlaine và Clément Marot, cùng các bản nhạc dương cầm Menuet antique và Habanera (dành cho bốn tay), tác phẩm Habanera sau này được đưa vào bản Rapsodie espagnole. Trong thời gian này, Joseph Ravel đã giới thiệu con trai mình cho Erik Satie, người đang kiếm sống bằng nghề chơi dương cầm tại quán cà phê. Ravel là một trong những nhạc sĩ đầu tiên (người khác là Debussy) nhận ra sự độc đáo và tài năng của Satie. Những thử nghiệm liên tục của Satie về hình thức âm nhạc mà Ravel coi là "vô giá" là nguồn cảm hứng cho ông.
Năm 1897, Ravel được nhận lại vào Nhạc viện, nơi ông học sáng tác với Fauré và học riêng về đối âm với André Gedalge. Cả hai giáo viên, đặc biệt là Fauré, đều đánh giá cao ông và có ảnh hưởng quan trọng đến sự phát triển của ông với tư cách là một nhà soạn nhạc. Khi khóa học tiến triển, Fauré đã ghi nhận "sự trưởng thành rõ rệt... sự giàu có hấp dẫn của trí tưởng tượng" của Ravel. Tuy nhiên, vị thế của Ravel tại Nhạc viện đã bị suy yếu bởi sự thù địch từ Giám đốc Théodore Dubois, người than thở về quan điểm tiến bộ về âm nhạc và chính trị của chàng trai trẻ. Theo người bạn học Michel-Dimitri Calvocoressi, Ravel trở thành "cái gai trong mắt nhiều người, và họ không ngần ngại dùng mọi cách để loại trừ ông". Ravel đã viết một số tác phẩm đáng chú ý khi học với Fauré, bao gồm khúc dạo đầu Shéhérazade và một bản sonata cho vĩ cầm với một chương, nhưng ông không giành được giải thưởng nào nên lại bị cho thôi học vào năm 1900. Là một cựu sinh viên, ông được tham dự các lớp học của Fauré với tư cách là "thính giả" cho đến khi ông cuối cùng giã từ Nhạc viện vào năm 1903.

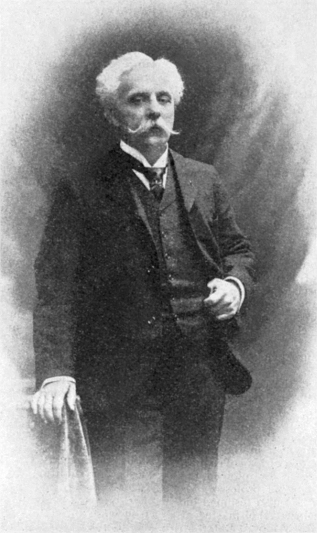
Gabriel Fauré, thầy giáo và người ủng hộ Ravel

Vào tháng 5 năm 1897, Ravel chỉ huy buổi biểu diễn đầu tiên của khúc dạo đầu Shéhérazade. Buổi biểu diễn đón nhận ý kiến trái chiều, với tiếng la ó xen lẫn tiếng vỗ tay từ khán giả, và những lời chỉ trích không mấy tích cực từ các nhà phê bình. Một người mô tả tác phẩm này là "một màn ra mắt gây sốc: một sự đạo văn vụng về của Trường phái Nga" và gọi Ravel là "một nghệ sĩ mới vào nghề có năng khiếu tầm thường... người có lẽ sau khoảng mười năm làm việc chăm chỉ sẽ trở thành một điều gì đó nếu không muốn nói là là một ai đó". Một nhà phê bình khác, Pierre Lalo, thấy rằng Ravel có tài năng nhưng lại quá phụ thuộc  Debussy và thay vào đó nên học theo Beethoven. Trong những thập kỷ về sau, Lalo trở thành nhà phê bình Ravel kiên định nhất. Vào năm 1899, Ravel đã sáng tác tác phẩm nổi tiếng đầu tiên của mình, mặc dù ban đầu nó không tạo được nhiều dấu ấn: Pavane pour une infante défunte ("Pavane cho một nàng công chúa đã qua đời"). Tác phẩm ban đầu được viết cho độc tấu dương cầm và do Công chúa de Polignac đặt hàng.
Ngay từ khi bắt đầu sự nghiệp, Ravel đã tỏ ra thản nhiên trước những lời khen chê. Những người thân quen với ông đều tin rằng đó không phải là thái độ làm ra vẻ, mà hoàn toàn xuất phát từ con người thật của ông. Ý kiến duy nhất về âm nhạc của ông mà ông thực sự coi trọng là ý kiến của bản thân: cầu toàn và tự kiểm điểm một cách khắt khe. Ở tuổi hai mươi, theo lời của người viết tiểu sử Burnett James, ông "tự chủ, sống hơi xa lánh, thiên vị về mặt trí tuệ và thích nói đùa nhẹ nhàng". Ông ăn mặc bảnh bao và rất tỉ mỉ về ngoại hình và phong thái của mình. Orenstein bình luận rằng với vóc dáng nhỏ bé, nhẹ cân và xương xẩu, Ravel có "ngoại hình của một kỵ sĩ ăn mặc đẹp", cùng cái đầu to dường như phù hợp với trí tuệ đáng gờm của ông. Vào cuối những năm 1890 và đầu thế kỷ tiếp theo, Ravel để râu theo phong cách thời đó; từ giữa tuổi ba mươi, ông không còn để râu.

### Les Apaches và Debussy
Khoảng năm 1900, Ravel và một số nghệ sĩ, nhà thơ, nhà phê bình và nhạc sĩ trẻ đã cùng nhau thành lập một nhóm không chính thức được biết đến với cái tên Les Apaches (tạm dịch: "Những kẻ nổi loạn"). Tên này là do Viñes đặt ra để thể hiện sự "khác biệt về nghệ thuật" của các thành viên. Họ gặp mặt thường xuyên cho đến khi Chiến tranh thế giới thứ nhất nổ ra. Ở đây, các thành viên khích lệ nhau bằng cách tranh luận trí tuệ và trình diễn các tác phẩm của họ. Danh sách thành viên của nhóm rất linh hoạt, và vào những thời điểm khác nhau bao gồm Igor Stravinsky và Manuel de Falla cùng với những người bạn người Pháp của họ.
Một trong số những sở thích của nhóm Les Apaches là âm nhạc của Debussy. Ravel, kém ông 12 tuổi, đã biết Debussy một chút từ những năm 1890, và tình bạn của họ mặc dù không thân thiết, nhưng vẫn tiếp tục trong hơn 10 năm. Vào năm 1902, André Messager đã chỉ huy buổi ra mắt vở opera Pelléas et Mélisande của Debussy tại Opéra-Comique. Buổi ra mắt gây ra sự chia rẽ ý kiến về âm nhạc. Dubois đã cố ngăn cấm sinh viên của Nhạc viện tham dự, và nổi bật trong số những người ghét tác phẩm này là Camille Saint-Saëns, bạn và cựu giáo viên của nhạc trưởng. Nhóm Les Apaches đã lên tiếng ủng hộ vở opera này. Buổi diễn đầu tiên của vở opera kéo dài 14 tiết mục, và Ravel đã tham dự tất cả các buổi biểu diễn trên.

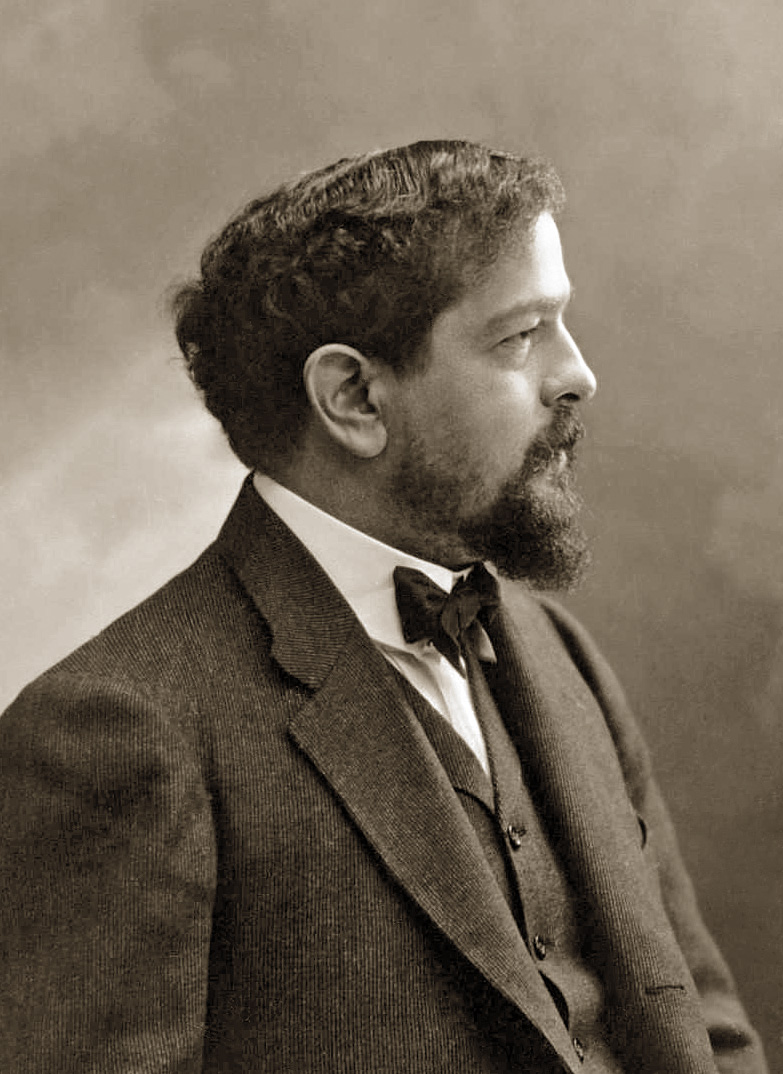
Claude Debussy năm 1905

Debussy được công nhận rộng rãi là một nhà soạn nhạc theo trường phái Ấn tượng – một thuật ngữ mà ông cực kỳ không thích. Nhiều người yêu âm nhạc cũng bắt đầu áp dụng thuật ngữ này cho Ravel, và các tác phẩm của hai nhà soạn nhạc thường được coi là một phần của cùng thể loại. Ravel cho rằng Debussy thực sự là một nhà soạn nhạc theo trường phái Ấn tượng nhưng bản thân ông thì không. Orenstein bình luận rằng Debussy tự phát và thoải mái hơn khi sáng tác còn Ravel thì chú ý hơn đến hình thức và tay nghề. Ravel viết rằng "sự thiên tài của Debussy rõ ràng là có cá tính lớn: tự tạo ra những quy luật riêng, liên tục thay đổi, thể hiện bản thân một cách tự do, nhưng luôn trung thành với truyền thống Pháp. Đối với Debussy, một nhạc sĩ và con người, tôi vô cùng ngưỡng mộ, nhưng về bản chất, tôi khác với Debussy... Tôi nghĩ rằng cá nhân tôi luôn theo đuổi một hướng trái ngược với chủ nghĩa tượng trưng [của ông]." Trong những năm đầu tiên của thế kỷ mới, các sáng tác mới của Ravel bao gồm tác phẩm dương cầm Jeux d'eau (1901), Tứ tấu đàn dây và chuỗi bài hát dành cho dàn nhạc Shéhérazade (cả hai đều ra mắt năm 1903). Các nhà bình luận đã để ý đến một số nét chấm phá của Debussy trong một số phần của các tác phẩm này. Nichols coi bản tứ tấu "vừa tôn vinh vừa xua đuổi ảnh hưởng của Debussy".
Hai nhà soạn nhạc không còn thân thiện vào giữa thập niên đầu tiên của những năm 1900 vì những lý do liên quan đến âm nhạc và có thể là lý do cá nhân. Những người ngưỡng mộ họ bắt đầu hình thành phe phái, trong đó những người ủng hộ một nhà soạn nhạc sẽ hạ thấp nhà soạn nhạc còn lại. Tranh chấp nảy sinh về niên đại các tác phẩm của các nhà soạn nhạc và ai là người ảnh hưởng đến ai. Nổi bật trong phe chống Ravel là Lalo, người đã viết rằng: "Trong khi M. Debussy đầy sự nhạy cảm thì M. Ravel đầy vô cảm, ông không ngần ngại vay mượn không những kỹ thuật mà cả sự nhạy cảm của người khác." Sự căng thẳng công khai này đã dẫn đến sự xa lánh cá nhân. Ravel nói rằng "Rốt cuộc, có lẽ sẽ tốt hơn nếu chúng ta giữ thái độ lạnh nhạt vì những lý do phi logic." Nichols đã đưa ra một lý do khác cho sự rạn nứt. Vào năm 1904, Debussy rời bỏ vợ của mình và sống chung với ca sĩ Emma Bardac. Ravel, cùng với người bạn thân thiết và người bạn tâm giao Misia Edwards và ngôi sao opera Lucienne Bréval, đã cho Lilly Debussy một khoản thu nhập đều đặn và khiêm tốn, điều mà Nichols cho rằng có thể đã làm chồng bà khó chịu.

### Tai tiếng và thành công

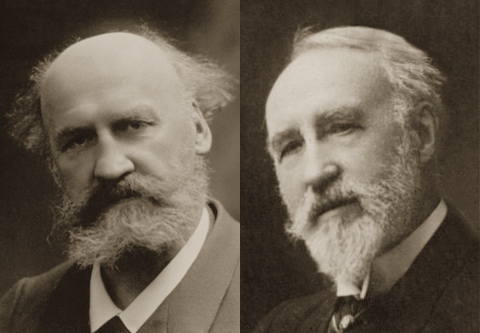
Charles Lenepveu (trái) và Théodore Dubois thuộc nhạc viện Paris

Trong những năm đầu của thế kỷ 20 Ravel đã năm lần nỗ lực giành giải thưởng danh giá nhất của Pháp dành cho các nhà soạn nhạc trẻ tuổi: giải thưởng Khôi nguyên La Mã; những người từng đạt giải bao gồm Berlioz, Gounod, Bizet, Massenet và Debussy. Vào năm 1900, Ravel bị loại ở vòng đầu tiên; đến năm 1901, ông đạt giải nhì trong cuộc thi. Vào năm 1902 và 1903, Ravel không đạt giải nào: theo nhà âm nhạc học Paul Landormy, ban giám khảo nghi rằng Ravel đang chế nhạo họ bằng cách nộp những bản cantata hàn lâm đến mức giống như là bản nhại. Ravel dự thi lần cuối vào năm 1905, khi ông đã 30 tuổi, và vô tình gây ra một vụ tai tiếng. Việc ông bị loại ngay từ vòng đầu khiến ngay cả những nhà phê bình không ưa âm nhạc của ông, như Lalo, cũng phải lên tiếng phản đối vì cho rằng điều đó là không thể chấp nhận được. Sự phẫn nộ của báo chí gia tăng khi có thông tin cho biết giáo sư cấp cao tại Nhạc viện là Charles Lenepveu nằm trong ban giám khảo, và chỉ có học trò của ông xuất hiện trong vòng chung kết; việc ông khăng khăng rằng đây chỉ là sự trùng hợp ngẫu nhiên đã không được lòng giới phê bình. L'affaire Ravel (tạm dịch: Vụ Ravel) trở thành một vụ tai tiếng quốc gia, dẫn đến việc Dubois phải từ chức sớm, để chính phủ Pháp phải bổ nhiệm Fauré lên thay thế nhằm cải tổ toàn diện Nhạc viện.
Một trong số những người quan tâm sâu sắc đến vụ việc này là Alfred Edwards, chủ sở hữu và biên tập viên của tờ báo Le Matin, nơi Lalo viết bài. Edwards đã kết hôn với bạn của Ravel là Misia và cặp đôi đã đưa Ravel đi du ngoạn trên sông Rhin trong bảy tuần trên du thuyền của họ vào tháng 6 và tháng 7 năm 1905; đây lần đầu tiên ông đi du lịch nước ngoài.
Cho đến cuối thế kỷ 19, Ravel đã hình thành thói quen sáng tác nhạc cho dương cầm trước, rồi sau đó chuyển soạn cho dàn nhạc giao hưởng. Ông nói chung là một người làm việc chậm rãi và cần cù, nên việc chuyển soạn lại các tác phẩm dương cầm trước đó giúp ông tăng số lượng tác phẩm được xuất bản và biểu diễn. Dường như ông không làm vậy vì mục đích vụ lợi, bởi Ravel vốn được biết đến là người bàng quan với chuyện tài chính. Các tác phẩm ban đầu là nhạc dương cầm và về sau trở thành nhạc thính phòng gồm có Pavane pour une infante défunte (phối dàn nhạc năm 1910), Une barque sur l'océan (1906, từ tổ khúc dương cầm Miroirs được sáng tác năm 1905), phần Habanera trong Rapsodie espagnole (1907–08), Ma mère l'Oye (1908–10, phối dàn nhạc năm 1911), Valses nobles et sentimentales (1911, phối dàn nhạc năm 1912), Alborada del gracioso (từ Miroirs, phối dàn nhạc năm 1918) và Le tombeau de Couperin (1914–17, phối dàn nhạc năm 1919).

Ralph Vaughan Williams, một trong số ít học trò của Ravel

Vốn không phải là người có xu hướng làm giáo viên, nhưng Ravel vẫn nhận dạy một vài học trò trẻ mà ông cho là có thể hưởng lợi từ sự dẫn dắt của mình. Một trong số đó là Manuel Rosenthal; ông kể rằng Ravel là một người thầy rất khắt khe khi tin rằng học trò mình có tài. Giống như người thầy của mình là Fauré, Ravel đặc biệt quan tâm đến khả năng tìm được tiếng nói riêng và không bị chịu quá nhiều ảnh hưởng từ các bậc tiền bối của học trò. Ông từng nhắc nhở Rosenthal rằng không thể học được gì từ việc nghiên cứu âm nhạc của Debussy: Chỉ Debussy mới có thể viết ra những tác phẩm đó và làm cho chúng vang lên theo cách mà chỉ Debussy có thể làm được." Khi George Gershwin ngỏ ý muốn theo học Ravel vào những năm 1920, Ravel đã từ chối sau thời gian suy nghĩ nghiêm túc, với lý do là việc học "có thể khiến Gershwin viết ra những bản Ravel dở và đánh mất món quà tuyệt vời là khả năng sáng tác giai điệu cùng sự tự nhiên". Học trò nổi tiếng nhất của Ravel có lẽ là Ralph Vaughan Williams, người đã theo học 3 tháng từ năm 1907 đến 1908. Vaughan Williams kể lại rằng Ravel đã giúp ông thoát khỏi "lối viết đối âm mang nặng phong cách Đức... Complexe mais pas compliqué (tạm dịch: Phức tạp nhưng không rối rắm) là phương châm của ông."
Hồi ký của Vaughan Williams đã làm sáng tỏ đôi chút về đời tư của Ravel; tính cách kín đáo và bí ẩn của Ravel đã dẫn đến nhiều suy đoán. Vaughan Williams, Rosenthal và Marguerite Long đều đã ghi lại rằng Ravel thường xuyên lui tới nhà thổ; Long cho rằng điều này là do ông tự ti về vóc dáng nhỏ bé của mình, do đó khiến ông thiếu tự tin với phụ nữ. Những nguồn kể lại khác (dù không nguồn nào là trực tiếp) cho rằng Ravel đã đem lòng yêu Misia Edwards hoặc là muốn cưới nghệ sĩ vĩ cầm Hélène Jourdan-Morhange Rosenthal ghi nhận nhưng bác bỏ những suy đoán đương thời cho rằng Ravel, người suốt đời không lập gia đình, có thể là người đồng tính. Những suy đoán trên xuất hiện trở lại trong cuốn sách Maurice Ravel: A Life năm 2000 của tác giả Benjamin Ivry; các nghiên cứu về sau chỉ ra rằng khuynh hướng tính dục và đời tư của Ravel vẫn còn là ẩn số.
Ravel có buổi hòa nhạc đầu tiên ở ngoài Pháp vào năm 1909. Là khách của nhà Vaughan Williams, ông đến thăm Luân Đôn và biểu diễn cho Société des Concerts Français. Buổi biểu diễn nhận được nhiều đánh giá tích cực và giúp nâng cao danh tiếng quốc tế đang ngày càng phát triển của ông.

### Từ 1910 đến Chiến tranh Thế giới thứ nhất

Ravel năm 1913

Société Nationale de Musique, được thành lập vào năm 1871 nhằm thúc đẩy âm nhạc của các nhà soạn nhạc trẻ người Pháp, từ giữa những năm 1880 đã bị chi phối bởi phe bảo thủ do Vincent d'Indy đứng đầu. Ravel, cùng với một số cựu học trò của Fauré, đã thành lập một tổ chức hiện đại hơn mang tên Société Musicale Indépendente và để Fauré giữ chức chủ tịch. Buổi hòa nhạc khai mạc của hội âm nhạc mới được tổ chức vào ngày 20 tháng 4 năm 1910; trong số bảy tác phẩm được trình diễn có buổi ra mắt liên ca khúc La chanson d'Ève của Fauré, tổ khúc dương cầm D'un cahier d'esquisses của Debussy, Six pièces pour piano của Zoltán Kodály và phiên bản song tấu cho dương cầm gốc của Ma mère l'Oye do Ravel sáng tác. Các nghệ sĩ biểu diễn gồm có Fauré, Florent Schmitt, Ernest Bloch, Pierre Monteux và, đối với tác phẩm của Debussy, Ravel. Việc hội cho phép biểu diễn các tác phẩm của Satie trong một buổi hòa nhạc vào tháng 1 năm 1911 được Kelly coi là một dấu hiệu của sự ảnh hưởng mà Ravel mới có được.
Một trong hai vở opera đầu tiên của Ravel là vở opera hài một màn L'heure espagnole được ra mắt lần đầu vào năm 1911. Tác phẩm được hoàn thiện vào năm 1907, nhưng quản lý của Opéra-Comique là Albert Carré đã nhiều lần trì hoãn buổi trình diễn tác phẩm. Ông lo ngại rằng cốt truyện của vở kịch – một trò hề trong phòng ngủ – sẽ không được những khán giả quan trọng của Opéra-Comique là những bà mẹ và cô con gái đáng kính đón nhận nồng nhiệt. Vở kịch chỉ gặt hái được thành công khiêm tốn trong lần công diễn đầu tiên, và phải đến thập niên 1920 nó mới thực sự trở nên phổ biến.

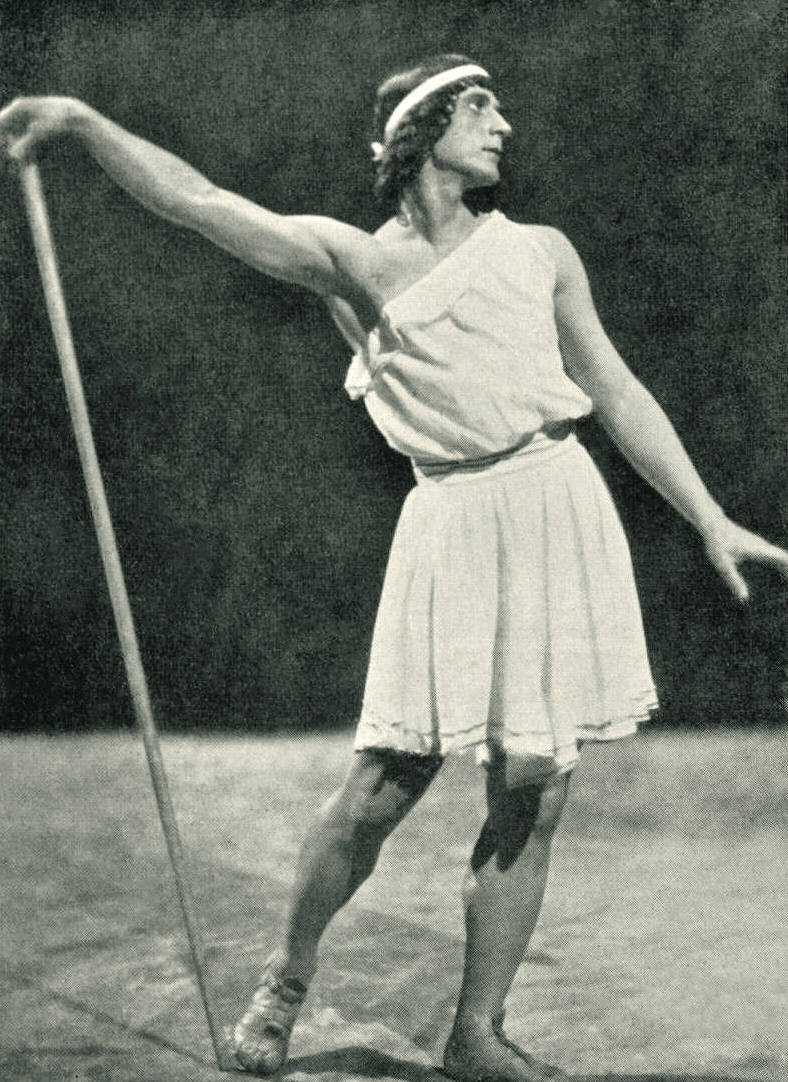
Michel Fokine thủ vai Daphnis trong vở Ballet Daphnis et Chloé

Năm 1912, Ravel cho ra mắt ba vở ballet. Vở đầu tiên là bản phối khí mở rộng của Ma mère l’Oye, được công diễn tại Théâtre des Arts vào tháng 1. Tác phẩm nhận được nhiều lời khen ngợi: tạp chí Mercure de France gọi bản nhạc là "sự mê hồn tuyệt đối, một kiệt tác thu nhỏ”. Bản nhạc nhanh chóng trở thành một phần trong chương trình biểu diễn thính phòng; chỉ vài tuần sau buổi ra mắt ở Paris, tác phẩm đã được trình diễn tại Queen’s Hall ở Luân Đôn, và được biểu diễn lại tại Proms trong cùng năm. Tờ báo The Times ca ngợi "sự mê hoặc của tác phẩm… hiệu ứng như ảo ảnh, nơi điều gì đó hoàn toàn thực dường như trôi nổi trong hư vô”. Khán giả New York cũng được thưởng thức tác phẩm trong cùng năm Vở ballet thứ hai của Ravel trong năm 1912 là Adélaïde ou le langage des fleurs, được dàn dựng với phần nhạc từ Valses nobles et sentimentales, công diễn tại nhà hát Châtelet vào tháng Tư. Daphnis et Chloé ra mắt tại cùng nhà hát vào tháng Sáu. Đây là tác phẩm viết cho dàn nhạc có quy mô lớn nhất của ông bởi ông đã tốn rất nhiều công sức cũng như vài năm để hoàn thành.
Daphnis et Chloé được đặt hàng vào khoảng năm 1909 bởi bầu sô Sergei Diaghilev cho đoàn Ballets Russes của ông. Ravel bắt đầu làm việc với biên đạo múa Michel Fokine và họa sĩ thiết kế Léon Bakst của Diaghilev. Fokine nổi tiếng với phong cách biên đạo hiện đại, thay vì chia thành từng màn riêng lẻ thì sử dụng âm nhạc liên tục xuyên suốt, điều này rất hợp với sở thích sáng tạo của Ravel. Sau khi bàn bạc kỹ lưỡng về nội dung vở diễn với Fokine, Ravel bắt tay vào sáng tác. Tuy nhiên, quá trình hợp tác giữa các nghệ sĩ thường xuyên xảy ra bất đồng, và buổi công diễn đầu tiên lại không được tập dượt kỹ lưỡng do tác phẩm hoàn thành muộn. Vở ballet nhận được phản hồi không mấy nồng nhiệt và nhanh chóng bị rút khỏi chương trình, dù sau đó được hồi sinh thành công một năm sau ở Monte Carlo và Luân Đôn. Quá trình hoàn thành tác phẩm đã ảnh hưởng không nhỏ đến sức khỏe của Ravel; chứng suy nhược thần kinh buộc ông phải nghỉ ngơi trong vài tháng sau buổi ra mắt.
Ravel không viết nhiều tác phẩm trong năm 1913. Ông hợp tác với Stravinsky để hoàn thiện vở opera dang dở Khovanshchina của Mussorgsky, Những tác phẩm mà ông tự viết gồm Trois poèmes de Mallarmé cho giọng nữ cao và dàn nhạc thính phòng, và hai tác phẩm dương cầm ngắn À la manière de Borodine và À la manière de Chabrier. Năm 1913, Ravel, cùng Debussy, là một trong những nhạc sĩ có mặt tại buổi tổng duyệt Nghi lễ mùa xuân. Stravinsky sau này kể lại rằng Ravel là người duy nhất ngay lập tức hiểu tác phẩm. Ravel dự đoán rằng buổi ra mắt tác phẩm này sẽ được coi là sự kiện mang ý nghĩa lịch sử ngang với Pelléas et Mélisande.

### Thời chiến

Ravel trong Lục quân Pháp năm 1916

Khi Đức xâm lược Pháp vào năm 1914, Ravel đã cố gắng gia nhập Không quân Pháp. Ông coi vóc dáng nhỏ bé và cân nặng nhẹ của mình  hợp để trở thành phi công, nhưng ông bị từ chối vì lý do tuổi tác và một bệnh tim nhẹ. Trong lúc chờ nhập ngũ, Ravel đã sáng tác Trois Chansons, là tác phẩm duy nhất của ông viết cho hợp xướng a cappella trong đó ông sử dụng chính lời thơ của mình theo truyền thống các bài chanson Pháp thế kỷ 16. Ông đề tặng ba ca khúc này cho những người mà ông hy vọng có thể giúp ông nhập ngũ. Sau nhiều nỗ lực không thành, Ravel đã được nhập ngũ vào tháng 3 năm 1915, năm ông 40 tuổi; ông làm tài xế xe tải trong Trung đoàn Pháo binh số 13. Stravinsky bày tỏ sự khâm phục trước lòng dũng cảm của người bạn của ông: "với tuổi tác và vị thế của mình, Ravel hoàn toàn có thể chọn một vị trí nhẹ nhàng hơn, hoặc thậm chí không cần tham gia gì cả". Một số nhiệm vụ của Ravel đã đe dọa đến tính mạng của ông, như việc lái xe chở đạn dược vào ban đêm dưới sự bắn phá dữ dội của Đức. Đồng thời, sự bình tâm của ông bị ảnh hưởng bởi sức khỏe yếu kém của mẹ ông. Sức khỏe của ông cũng xấu đi; ông bị mất ngủ và mắc các vấn đề về tiêu hóa; ông cũng phải trải qua một cuộc phẫu thuật ruột sau khi mắc bệnh lỵ amip vào tháng 9 năm 1916 và bị tê cóng ở chân vào mùa đông năm sau.
Trong thời chiến, Saint-Saëns, Dubois, d'Indy và nhiều người khác thành lập Ligue Nationale pour la Defense de la Musique Française, có vai trò vận động để ngăn cấm biểu diễn âm nhạc Đức đương đại. Ravel từ chối tham gia và nói với ủy ban của liên đoàn vào năm 1916, nói rằng "Sẽ thật nguy hiểm nếu các nhà soạn nhạc người Pháp phớt lờ tác phẩm của các đồng nghiệp nước ngoài một cách có hệ thống và do đó tự hình thành một nhóm quốc gia: nghệ thuật âm nhạc của chúng ta, vốn rất phong phú vào thời điểm hiện tại, sẽ sớm suy thoái và bị cô lập trong những công thức tầm thường." Liên đoàn đáp trả bằng việc cấm biểu diễn tác phẩm của Ravel trong các buổi hòa nhạc của họ.
Tháng 1 năm 1917, mẹ của Ravel qua đời, khiến ông rơi vào trạng thái "tuyệt vọng khủng khiếp", đè nặng lên sự đau khổ mà ông cảm nhận trước nỗi đau mà người dân đất nước của ông đã phải chịu đựng trong chiến tranh. Trong thời chiến ông không viết nhiều tác phẩm. Ông gần như đã hoàn thành bản Tam tấu dương cầm trước khi chiến tranh nổ ra, tác phẩm quan trọng nhất trong thời chiến của ông là tổ khúc Le tombeau de Couperin, được sáng tác từ năm 1914 đến 1917. Tổ khúc nhằm ca ngợi truyền thống của nhà soạn nhạc người Pháp thế kỷ 18 François Couperin, với mỗi chương được Ravel đề tặng cho những người bạn đã qua đời  trong chiến tranh.

### Thập niên 1920
Sau thời chiến, những người thân cận với Ravel nhận ra rằng ông đã mất đi phần lớn sức bền thể chất và tinh thần. Theo lời của nhà âm nhạc học Stephen Zank, "sự cân bằng cảm xúc của Ravel, vốn rất khó khăn mới đạt được trong thập kỷ trước, đã bị tổn hại nghiêm trọng." Vốn dĩ sáng tác không nhiều, giờ ông càng sáng tác ít hơn. Mặc dù vậy, sau khi Debussy qua đời vào năm 1918, Ravel thường được coi, cả trong và ngoài Pháp, là nhà soạn nhạc hàng đầu của nền âm nhạc Pháp đương thời. Fauré đã viết cho ông, "Tôi hạnh phúc hơn cậu nghĩ về vị thế vững chắc mà cậu đang nắm giữ và đạt được một cách xuất sắc và nhanh chóng như vậy. Đó là niềm vui và niềm tự hào cho vị giáo sư già của cậu." Ravel được trao Huân chương Bắc Đẩu Bội tinh vào năm 1920. Mặc dù ông từ chối huân chương, nhưng ông vẫn được thế hệ nhà soạn nhạc mới, tiêu biểu là Les Six (Tạm dịch: Nhóm Sáu) – những người được Erik Satie đỡ đầu – coi là một nhân vật của giới cầm quyền. Satie đã quay lưng lại với ông và bình luận rằng "Ravel từ chối Huân chương Bắc đẩu Bội tinh, nhưng tất cả âm nhạc của ông đều chấp nhận nó". Bất chấp sự công kích, Ravel vẫn tiếp tục ngưỡng mộ âm nhạc thời kỳ đầu của Satie và luôn thừa nhận ảnh hưởng của ông đối với sự phát triển của bản thân. Ravel có cái nhìn nhân từ về Les Six, quảng bá âm nhạc của họ và bảo vệ nó trước sự công kích của báo chí. Ông coi phản ứng của họ đối với các tác phẩm của ông là điều tự nhiên và tốt hơn việc họ sao chép phong cách của ông. Thông qua Société Musicale Indépendente, ông đã động viên họ và các nhà soạn nhạc từ các nước khác. Tổ chức đã cho trình diễn các tác phẩm gần đây của các nhà soạn nhạc người Mỹ là Aaron Copland, Virgil Thomson và George Antheil cùng với các nhà soạn nhạc người Anh là Vaughan Williams, Arnold Bax và Cyril Scott.

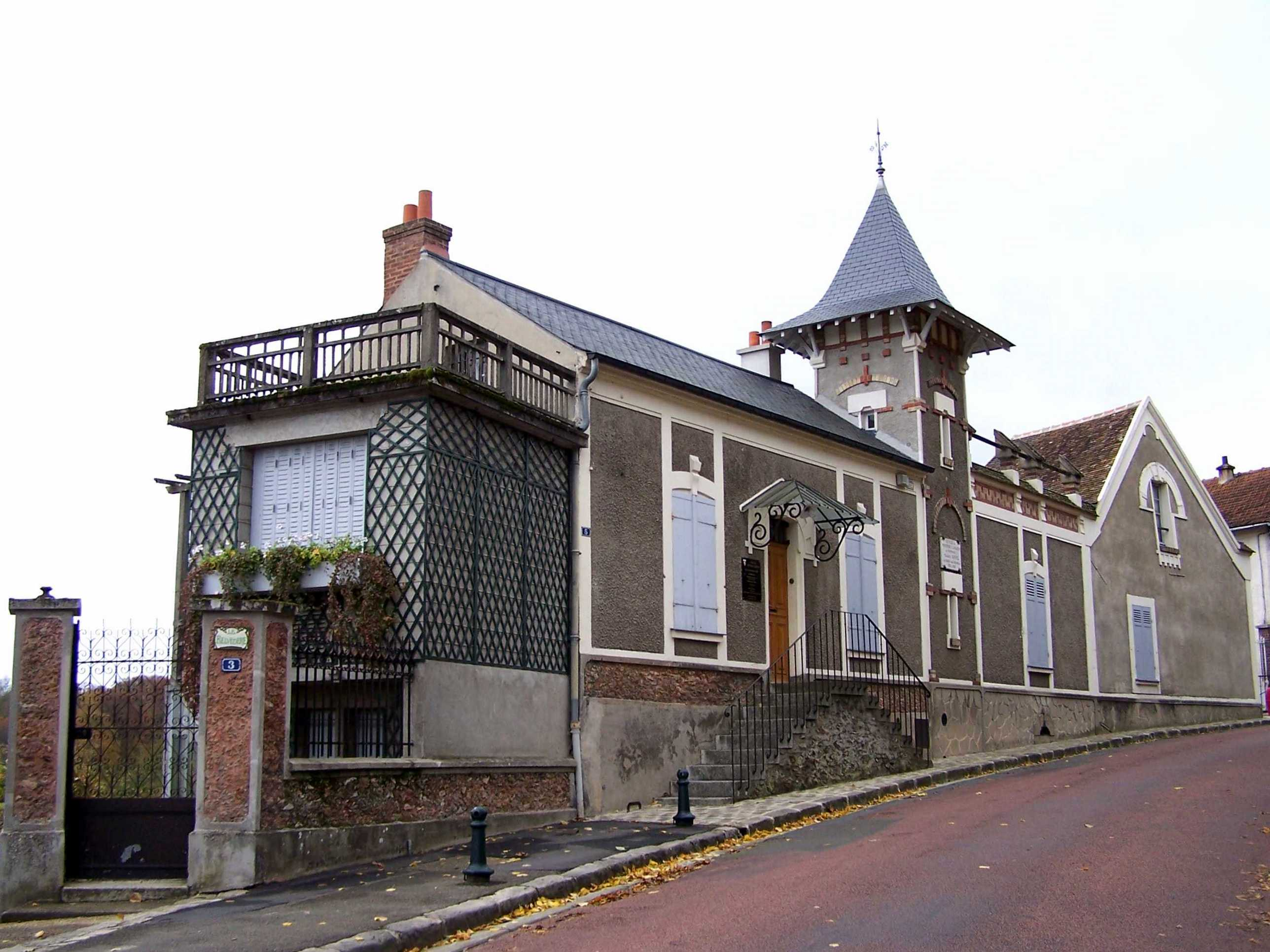
Le Belvédère tại Montfort-l'Amaury, nơi Ravel sinh sống từ 1921 cho đến khi ông qua đời

Orenstein và Zank đều cho rằng mặc dù sau chiến tranh Ravel sáng tác không nhiều, trung bình mỗi năm một tác phẩm, nhưng đó lại là giai đoạn ông cho ra đời những tác phẩm xuất sắc nhất của mình. Năm 1920, ông hoàn thành La valse theo đơn đặt hàng từ Diaghilev. Ông đã làm việc với tác phẩm này một cách ngắt quãng suốt vài năm, dự định biến nó thành một bản hòa nhạc, "một kiểu tán dương cao độ điệu valse kiểu Viên, pha trộn với, theo tôi hình dung, ấn tượng về một vòng xoay kỳ ảo và định mệnh." Tác phẩm bị Diaghilev từ chối; ông nói rằng "Đây là kiệt tác, nhưng không phải ba lê. Nó là một bức chân dung của ba lê." Ravel, sau khi nghe quyết định của Diaghilev mà không phản đối hay tranh cãi, đã rời đi và từ đó không còn làm việc với ông. Nichols bình luận rằng Ravel đã được thỏa lòng khi thấy vở ba lê được các nhà tổ chức khác dàn dựng hai lần trước khi Diaghilev qua đời. Một vở ba lê sử dụng bản phối khí giao hưởng của Le tombeau de Couperin đã được trình diễn tại Nhà hát Théâtre des Champs-Elysées vào tháng 11 năm 1920, theo sau là buổi ra mắt tác phẩm La valse vào tháng 12. Một năm sau, vở Daphnis et Chloé và L'heure espagnole được tái dựng thành công tại Nhà hát Opera Paris.
Thời hậu chiến đã chứng kiến sự phản đối các tác phẩm quy mô lớn của các nhà soạn nhạc như Gustav Mahler và Richard Strauss. Stravinsky, tác giả của vở ba lê Nghi lễ mùa xuân of Spring cho dàn nhạc quy mô lớn, bắt đầu chuyển sang sáng tác ở quy mô nhỏ hơn nhiều. Vở ba lê năm 1923 Les noces được viết cho giọng hát và 21 nhạc cụ. Ravel không thích tác phẩm này (ý kiến của ông đã khiến tình bạn giữa ông và Stravinsky trở nên lạnh nhạt), nhưng ông đồng cảm với xu hướng “dépouillement” – tức là “lột bỏ” sự phô trương xa hoa trước chiến tranh để thể hiện những yếu tố cốt lõi. Nhiều tác phẩm của Ravel trong thập niên 1920 có kết cấu âm nhạc rõ ràng mỏng hơn so với các sáng tác trước đó. Trong giai đoạn này, ông cũng chịu ảnh hưởng từ nhạc jazz và phong cách vô điệu tính. Nhạc jazz rất phổ biến tại các quán cà phê ở Paris, và một số nhà soạn nhạc Pháp như Darius Milhaud đã kết hợp những yếu tố của jazz vào tác phẩm của mình. Ravel bình luận rằng ông thích jazz hơn nhạc kịch nghiêm túc, và ảnh hưởng của jazz có thể được nghe thấy trong những sáng tác về sau của ông. Việc Arnold Schönberg từ bỏ hệ thống điệu tính truyền thống cũng để lại dấu ấn trong một số tác phẩm của Ravel, chẳng hạn như trong Chansons madécasses (1926), mà Ravel tin rằng ông sẽ không thể viết nếu không có tác phẩm Pierrot Lunaire để làm mẫu. Các tác phẩm lớn khác của ông trong thập niên 1920 bao gồm bản phối khí của tổ khúc Pictures at an Exhibition của Mussorgsky cho dàn nhạc (1922), vở opera L'enfant et les sortilèges với lời kịch của Colette (1926), Tzigane (1924) và bản Sonata cho vĩ cầm số 2 (1927).

Cảm thấy mệt mỏi trước cuộc sống thành thị, Ravel chuyển về sống ở nông thôn. Vào tháng 5 năm 1921, ông chuyển đến sống ở Le Belvédère, một ngôi nhà nhỏ nằm ở rìa thị trấn Montfort-l'Amaury, cách Paris 50 km về phía Tây và nằm ở tỉnh Seine-et-Oise. Ông được bà quản gia Mme Revelot tận tâm chăm sóc và ông sống ở đây cho đến cuối đời. Tại Le Belvédère, Ravel dành thời gian sáng tác và làm vườn khi không biểu diễn ở Paris hoặc ở nước ngoài. Lịch trình lưu diễn của ông tăng lên đáng kể trong những năm 1920, với các buổi hòa nhạc ở Anh, Thụy Điển, Đan Mạch, Hoa Kỳ, Canada, Tây Ban Nha, Áo và Ý.
Arbie Orenstein
Sau hai tháng lên kế hoạch, Ravel đã có một chuyến lưu diễn kéo dài bốn tháng ở Bắc Mỹ vào năm 1928, nơi ông biểu diễn và chỉ huy dàn nhạc. Ông được đảm bảo khoản phí tối thiểu $10,000 và nguồn cung thuốc lá Gauloises dồi dào. Ông đã ra mắt cùng với hầu hết các dàn nhạc hàng đầu ở Canada và Hoa Kỳ và đã đến thăm 25 thành phố. Khán giả rất nhiệt tình và các nhà phê bình đã khen ngợi. Tại một chương trình toàn tác phẩm của Ravel do Serge Koussevitzky chỉ huy tại New York, toàn bộ khán giả đã đứng dậy vỗ tay khi nhà soạn nhạc ngồi vào chỗ của mình. Ravel, xúc động trước cử chỉ tự phát này, nhận xét rằng "điều này không xảy ra với tôi ở Paris." Orenstein, bình luận rằng chuyến lưu diễn này đánh dấu đỉnh cao danh tiếng quốc tế của Ravel, liệt kê những điểm nổi bật không liên quan đến âm nhạc của chuyến lưu diễn là chuyến thăm nhà Poe ở New York và các chuyến đi đến Thác Niagara và Grand Canyon. Ravel không hề nao núng trước sự nổi tiếng quốc tế mới của mình. Ông bình luận rằng sự nhiệt tình gần đây của các nhà phê bình không quan trọng hơn những đánh giá trước đây của họ, khi họ gọi ông là "ví dụ hoàn hảo nhất về sự vô cảm và thiếu cảm xúc".
Tác phẩm cuối cùng mà Ravel hoàn thành vào thập niên 1920, Boléro, trở thành tác phẩm nổi tiếng nhất của ông. Ông nhận được đơn đặt hàng viết nhạc cho đoàn ba lê của Ida Rubinstein, và khi không thể xin được quyền phối khí tác phẩm Iberia của Albéniz, ông quyết định thực hiện "một thử nghiệm theo một hướng rất đặc biệt và giới hạn... một tác phẩm dài 17 phút, hoàn toàn cấu thành từ kết cấu dàn nhạc mà không có âm nhạc.” Ravel nói thêm rằng tác phẩm này là "một đoạn crescendo kéo dài và rất từ từ. Tác phẩm không có sự tương phản, và hầu như không có sự sáng tạo nào ngoài bố cục và cách thực hiện. Các chủ đề của tác phẩm hoàn toàn phi cá nhân.” Ông rất ngạc nhiên, và không hoàn toàn hài lòng, khi tác phẩm trở thành một thành công đại chúng. Khi một khán giả lớn tuổi tại Nhà hát Opéra Garnier hét "Vớ vẩn" tại buổi ra mắt, Ravel thản nhiên nhận xét: "Bà cụ đó hiểu đúng thông điệp rồi đấy!” Tác phẩm được nhạc trưởng Arturo Toscanini phổ biến, và đã được ghi âm vài trăm lần. Ravel bình luận với thành viên Arthur Honegger của Les Six rằng "Tôi chỉ viết một kiệt tác là Boléro, nhưng đáng tiếc là trong đấy chẳng có tí âm nhạc nào."

### Những năm cuối đời
Trong những năm đầu của thập niên 1930, Ravel đã soạn hai bản concerto cho dương cầm. Bản concerto đầu tiên mà ông hoàn thành là bản Concerto cho dương cầm tay trái cung Rê trưởng. Bản concerto này được viết theo đơn đặt hàng của nghệ sĩ piano người Áo Paul Wittgenstein, người đã mất cánh tay phải trong Thế chiến thứ nhất. Thử thách về mặt kỹ thuật của công việc đã làm Ravel hứng thú: "Đối với một tác phẩm như này, điều cốt yếu là phải tạo được cảm giác về một kết cấu không mỏng hơn so với một bản nhạc viết cho cả hai tay." Ravel vì không đủ thành thạo để chơi tác phẩm chỉ với tay trái nên đã biểu diễn dùng hai tay. Ban đầu Wittgenstein cảm thấy thất vọng vì tác phẩm, nhưng sau khi tìm hiểu lâu dài, ông cảm thấy ấn tượng và coi đây là một tác phẩm tuyệt vời. Ông cho ra mắt tác phẩm ở Viên vào tháng 1 năm 1932 và ngay lập tức nhận được sự hoan nghênh; ông sau đó biểu diễn tác phẩm ở Paris với Ravel làm nhạc trưởng. Nhà phê bình Henry Prunières viết rằng: "Từ những ô nhịp mở đầu, chúng ta đã chìm vào một thế giới mà Ravel hiếm khi giới thiệu cho chúng ta."

Ravel hoàn thành bản Concerto cho dương cầm cung Sol trưởng một năm sau đó. Sau buổi ra mắt vào tháng 1 năm 1932, nghệ sĩ độc tấu Marguerite Long (người được đề tặng) và bản nhạc của Ravel đã nhận được nhiều lời khen ngợi, tuy nhiên phần chỉ huy của ông thì không được đánh giá cao. Long đã biểu diễn bản concerto tại hơn 20 thành phố Châu Âu, với Ravel làm nhạc trưởng; họ định thu âm tác phẩm cùng nhau, nhưng trong quá trình thu âm, Ravel chỉ còn giám sát các buổi biểu diễn và để Pedro de Freitas Branco làm nhạc trưởng.
Igor Stravinsky
Vào tháng 10 năm 1932, Ravel bị chấn thương đầu trong một vụ tai nạn taxi. Vết thương lúc đó không được xem là nghiêm trọng, nhưng trong một nghiên cứu đăng trên tạp chí British Medical Journal năm 1988, bác sĩ thần kinh R. A. Henson kết luận rằng chấn thương này có thể đã làm trầm trọng thêm một căn bệnh não trước đây. Từ năm 1927, những người thân cận đã bắt đầu lo ngại về sự đãng trí ngày càng rõ rệt của Ravel, và chỉ trong vòng một năm sau tai nạn, ông bắt đầu cho thấy các biểu hiện của chứng vong ngôn. Trước khi xảy ra vụ tai nạn, Ravel đã bắt đầu soạn nhạc cho bộ phim Don Quixote (1933) nhưng ông không thể hoàn thành đúng tiến độ, và phần lớn phần nhạc được giao cho Jacques Ibert viết. Ravel hoàn thành ba bài hát cho baritone và dàn nhạc, vốn được viết cho bộ phim này; chúng được xuất bản với tên Don Quichotte à Dulcinée. Tổng phổ cho dàn nhạc do Ravel giữ, nhưng Lucien Garban và Manuel Rosenthal đã giúp ông chép lại. Sau đó Ravel không còn sáng tác thêm bất kỳ tác phẩm nào. Thực hư căn bệnh của Ravel vẫn chưa được biết. Các chuyên gia đã loại trừ khả năng xuất hiện khối u, và đã đưa ra các chẩn đoán có thể như sa sút trí tuệ thùy trán–thái dương, bệnh Alzheimer và bệnh Creutzfeldt–Jakob. Mặc dù không còn khả năng soạn nhạc hay biểu diễn, nhưng Ravel vẫn duy trì các hoạt động thể chất và xã giao cho đến những tháng cuối đời.
Năm 1937, Ravel phải hứng chịu những cơn đau từ căn bệnh của mình và được Clovis Vincent, một bác sĩ phẫu thuật thần kinh nổi tiếng ở Paris, thăm khám. Vincent khuyên nên can thiệp phẫu thuật. Ông cho rằng khả năng có khối u là rất thấp và dự đoán sẽ tìm thấy tình trạng giãn não thất do não úng thủy – điều mà phẫu thuật có thể giúp ngăn chặn tiến triển. Em trai của Ravel, Edouard, đã đồng ý làm theo lời khuyên này; như Henson nhận xét, bản thân bệnh nhân lúc đó không còn đủ tỉnh táo để tự đưa ra quyết định. Sau ca phẫu thuật, tình trạng của ông dường như có dấu hiệu cải thiện, nhưng chỉ trong thời gian ngắn bởi chẳng bao lâu sau, ông rơi vào trạng thái hôn mê. Ravel qua đời vào ngày 28 tháng 12, hưởng thọ 62 tuổi.

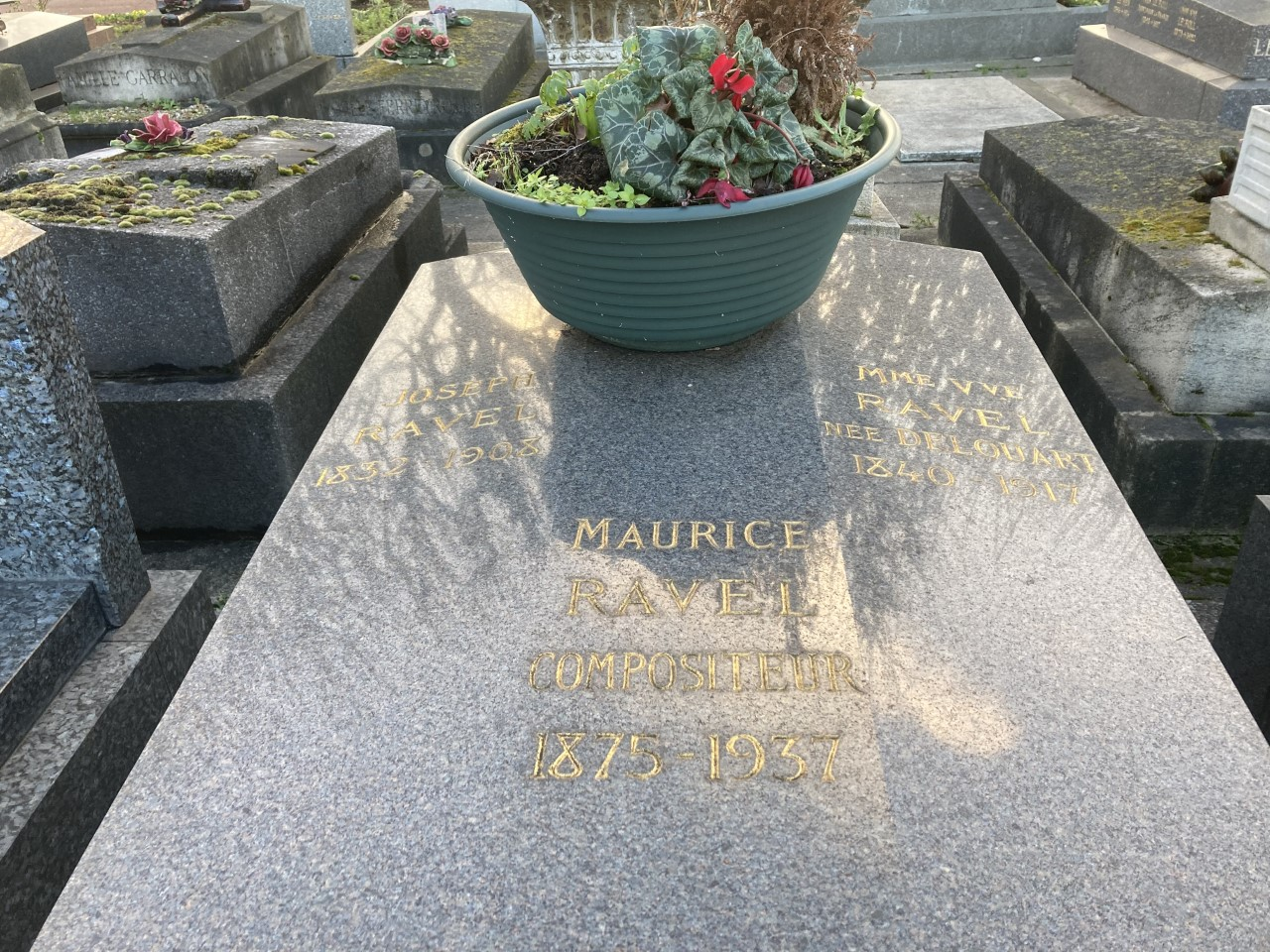
Mộ của Ravel

Ngày 30 tháng 12 năm 1937, Ravel được mai táng bên cạnh cha mẹ mình trong một ngôi mộ bằng đá granit tại Nghĩa trang Levallois-Perret, nằm ở phía tây bắc Paris. Ông là người vô thần và không có nghi lễ tôn giáo nào được tổ chức cho đám tang của ông.

## Âm nhạc
Marcel Marnat liệt kê 85 tác phẩm trong danh mục toàn bộ các tác phẩm của Ravel, trong số đó có nhiều tác phẩm chưa hoàn thiện hoặc bị bỏ ngỏ. Mặc dù con số này còn nhỏ so với lượng tác phẩm mà những người cùng thời đã viết, nhưng nó vẫn được thổi phồng nhờ thói quen viết các tác phẩm cho dương cầm và sau đó viết lại thành các tác phẩm độc lập cho dàn nhạc của Ravel. Có khoảng 60 tác phẩm có thể biểu diễn được, hơn một nửa trong số đó là dành cho nhạc cụ. Âm nhạc của Ravel bao gồm các tác phẩm cho dương cầm, nhạc thính phòng, hai bản hòa tấu dương cầm, nhạc ballet, opera và các liên ca khúc. Ông không viết bất kỳ bản giao hưởng hay tác phẩm nhà thờ nào.

Ravel chịu ảnh hưởng từ nhiều thế hệ nhà soạn nhạc Pháp, từ Couperin và Rameau cho đến Fauré và những đổi mới gần đây hơn của Satie và Debussy. Ảnh hưởng nước ngoài bao gồm Mozart, Schubert, Liszt và Chopin. Ông tự xem mình, theo nhiều cách, là một người theo trường phái cổ điển, thường sử dụng các cấu trúc và hình thức truyền thống như hình thức ba đoạn để thể hiện những ý tưởng giai điệu, tiết tấu mới và hòa âm sáng tạo của mình. Ảnh hưởng của nhạc jazz trong các tác phẩm sau này của ông có thể được nghe thấy trong các khuôn khổ cổ điển quen thuộc, như trong bản Concerto cho dương cầm và Sonata cho vĩ cầm.
Ravel nói với Vaughan Williams
Ravel là người coi trọng giai điệu; ông nói với Vaughan Williams rằng "trong tất cả các bản nhạc quan trọng đều có một dòng giai điệu ngụ ý". Các chủ đề của ông thường mang tính điệu thức và ông tránh các âm giai trưởng hoặc thứ quen thuộc. Các hợp âm quãng chín và quãng mười một và các âm dựa chưa giải quyết, chẳng hạn như trong Valses nobles et sentimentales, là phong cách hòa âm đặc trưng của Ravel.
Các điệu vũ có sức hút đối với, nổi bật nhất là bolero và pavane, bên cạnh đó là các điệu minuet, forlane, rigaudon, waltz, csárdás, habanera và passacaglia. Ý thức dân tộc và vùng miền quan trọng đối với ông, và mặc dù một bản concerto mà ông dự định viết theo chủ đề Basque chưa bao giờ thành hiện thực, nhưng ông đã viết các tác phẩm gợi nhắc đến chủ đề Do Thái, Hy Lạp, Hungary và của người Digan. Ông viết một vài tác phẩm ngắn nhằm tri ân các nhà soạn nhạc ông ngưỡng mộ như Borodin, Chabrier, Fauré và Haydn. Trong các tác phẩm này, ông diễn giải phong cách của họ theo lối viết đậm chất Ravel. Ravel cho biết ông học từ Poe rằng “nghệ thuật chân chính là sự cân bằng hoàn hảo giữa lý trí thuần túy và cảm xúc,” và theo đó, một tác phẩm âm nhạc phải là một chính thể cân đối, không để bất kỳ yếu tố thừa nào xen vào.

### Opera

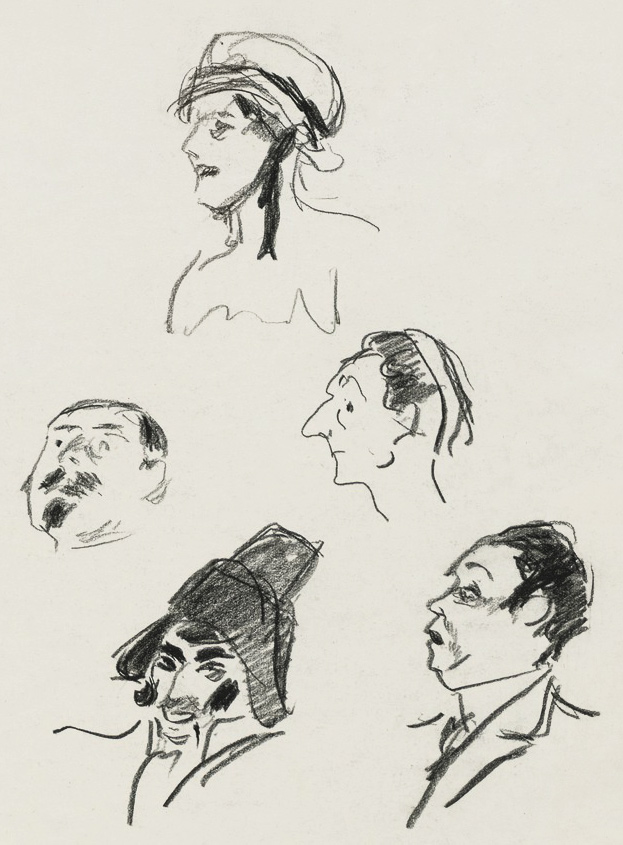
Phác thảo dàn diễn viên cho buổi ra mắt L'heure espagnole năm 1911 của Paul-Charles Delaroche

Ravel hoàn thành hai vở opera và từng bắt tay vào ba dự án khác nhưng chưa bao giờ hoàn thiện. Ba tác phẩm chưa thành hình đó là Olympia, La cloche engloutie và Jeanne d'Arc. Vở Olympia, dựa trên câu chuyện "The Sandman" của Hoffmann, được ông phác thảo trong giai đoạn 1898–1899 nhưng không tiến triển nhiều. La cloche engloutie, dựa trên câu chuyện The Sunken Bell của Hauptmann đã chiếm nhiều thời gian của Ravel từ khoảng năm 1906 đến 1912. Ravel tiêu hủy bản nháp của cả hai tác phẩm, ngoại trừ vở "Symphonie horlogère" mà ông phối hợp vào phần mở đầu của L'heure espagnole. Dự án chưa hoàn thiện thứ ba là một phiên bản opera của tiểu thuyết năm 1925 về Jeanne d'Arc do Joseph Delteil viết. Tác phẩm dự kiến sẽ trở thành một vở opera đầy đủ với quy mô lớn dành cho nhà hát Paris Opéra, nhưng căn bệnh cuối đời của Ravel đã khiến ông không thể hoàn thành tác phẩm.
Vở opera đầu tiên mà Ravel đã hoàn thành là một bản nhạc kịch mang tên L'heure espagnole (ra mắt năm 1911). Đây là một trong những tác phẩm lấy bối cảnh hoặc miêu tả Tây Ban Nha mà Ravel đã viết trong sự nghiệp của mình. Nichols bình luận rằng Sắc thái Tây Ban Nha đặc trưng trong tác phẩm đã tạo cho Ravel cơ hội để phô diễn tài nghệ phối khí điêu luyện của mình với dàn nhạc hiện đại – một công cụ mà ông cho là "được thiết kế hoàn hảo để nhấn mạnh và cường điệu hóa các hiệu ứng hài kịch." Edward Burlingame Hill đánh giá cao khả năng viết tuyến giọng của Ravel trong tác phẩm này khi ông “cho các ca sĩ một phần hát vượt ra ngoài lối hát kể đơn thuần mà không cản trở diễn tiến của vở kịch,” đồng thời “sử dụng dàn nhạc để bình luận âm nhạc về các tình huống kịch tính và cảm xúc của nhân vật mà không khiến khán giả sao lãng khỏi sân khấu.” Một số người thì thấy rằng các nhân vật mang tính giả tạo còn tác phẩm thì thiếu chiều sâu nhân bản. Nhà phê bình David Murray viết rằng tổng phổ "tỏa sáng với sự dịu dàng nổi tiếng của Ravel."
Vở opera thứ hai, cũng chỉ với một màn, là L'enfant et les sortilèges (1926), một bản "fantasie trữ tình" với lời kịch bởi Colette. Cô và Ravel dự định sáng tác một vở ba lê, nhưng Colette đã biến tác phẩm thành một opera libretto theo đề xuất của Ravel. Tác phẩm mang phong cách âm nhạc hiện đại hơn rất nhiều so với L'heure espagnole, với các yếu tố jazz và nhị âm thể xuất hiện dày đặc trong tác phẩm đã khiến khán giả đi xem opera của Paris khó chịu. Ravel một lần nữa bị chỉ trích là giả tạo và thiếu chiều sâu cảm xúc, nhưng Nichols thì tìm thấy "một cảm xúc nghiêm túc sâu sắc nằm ở trung tâm của tác phẩm sinh động và lôi cuốn này." Tổng phổ cho thấy sự đơn giản, nhưng lại ẩn chứa những mối liên kết tinh vi giữa các chủ đề, với thứ mà Murray gọi là “những âm thanh kỳ lạ và mê hoặc phát ra từ dàn nhạc suốt toàn bộ vở diễn.”
Mặc dù các vở opera một màn thường ít được dàn dựng hơn so với các vở opera dài với nhiều màn, nhưng các vở opera như vậy của Ravel thì lại được dàn dựng thường xuyên ở trong và ngoài Pháp.

### Tác phẩm thanh nhạc khác
Ravel đã soạn một lượng lớn tác phẩm dành cho thanh nhạc. Các tác phẩm thanh nhạc thời kỳ đầu của ông gồm các bản cantata được viết cho các lần tranh giải Khôi nguyên La Mã bất thành. Các tác phẩm thanh nhạc khác trong thời kỳ này thể hiện ảnh hưởng của Debussy, được Kelly mô tả là “lối hát kể lể bất động,” kèm theo phần đệm dương cầm nổi bật và nhịp điệu linh hoạt. Đến năm 1906, Ravel còn đẩy xa hơn cả Debussy trong việc xử lý tiếng Pháp một cách tự nhiên, đôi khi mang tính khẩu ngữ, như trong Histoires naturelles. Cách tiếp cận tương tự cũng được nhấn mạnh trong Trois poèmes de Mallarmé (1913); Debussy cũng viết hai trong ba bài thơ này trong cùng thời điểm với Ravel, nhưng Debussy có cách đặt lời trang trọng hơn trong khi Ravel thường lược âm tiết. Trong các liên ca khúc Shéhérazade và Chansons madécasses, Ravel thể hiện rõ sở thích với những gì ngoại lai, thậm chí mang tính gợi cảm, cả trong tuyến giai điệu thanh nhạc lẫn phần đệm.
Các ca khúc của Ravel thường mang phong cách bình dân, kết hợp các yếu tố từ nhiều truyền thống dân gian, như trong Cinq mélodies populaires grecques, Deux mélodies hébraïques và Chants populaires. Ông phổ nhạc cho lời thơ của nhiều thi sĩ như Marot, Léon-Paul Fargue, Leconte de Lisle và Verlaine. Ông tự viết phần lời cho 3 ca khúc sáng tác từ năm 1914 đến 1915.
Mặc dù Ravel có viết cho hợp xướng hỗn hợp và giọng nam đơn ca, trong các ca khúc ông chủ yếu gắn liền với giọng nữ cao và nữ trung. Ngay cả khi phổ lời thơ rõ ràng là do nhân vật nam kể lại, ông thường ưu ái lựa chọn giọng nữ, và dường như ông muốn liên ca khúc Shéhérazade nổi tiếng được trình bày bởi giọng nữ, mặc dù bản tổng phổ cho phép dùng giọng nam cao để  thay thế.

### Tác phẩm cho dàn nhạc
Trong suốt cuộc đời của mình, Ravel nổi tiếng trên hết với tư cách là bậc thầy về phối khí. Ông nghiên cứu tỉ mỉ về khả năng của các nhạc cụ giao hưởng khác nhau để xác định tiềm năng của chúng và vận dụng tối đa màu âm và âm sắc riêng của nhạc cụ. Nhà phê bình Alexis Roland-Manuel viết rằng "Trên thực tế, Ravel, cùng Stravinsky, là người duy nhất thế giới hiểu rõ nhất về sức nặng của một nốt trên kèn trombone, âm bội của một 'cello hoặc tiếng cồng nhỏ vừa (pp) trong mối quan hệ của một nhóm nhạc giao hưởng với một nhóm khác."

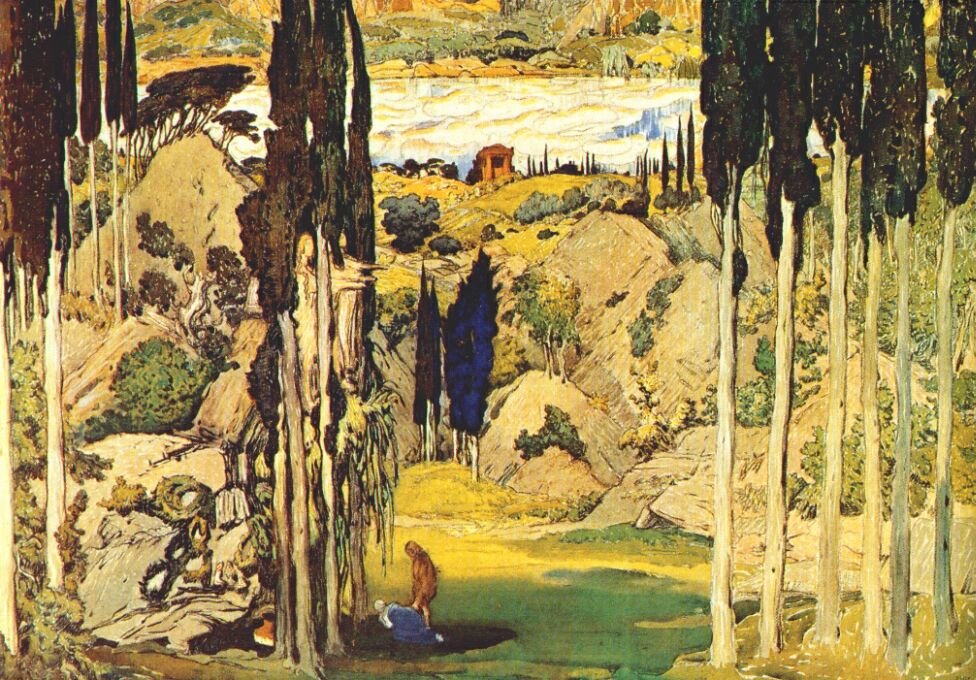
Bối cảnh gốc của Daphnis et Chloé do Léon Bakst phục dựng năm 1912

Mặc dù là bậc thầy phối khí, nhưng ông chỉ cho ra đời bốn tác phẩm hòa nhạc dành cho dàn nhạc giao hưởng là Rapsodie espagnole, La valse và hai bản concerto. Các tác phẩm cho dàn nhạc khác thì được viết cho sân khấu, như Daphnis et Chloé, hoặc là bản chuyển soạn từ các tác phẩm dương cầm, như Alborada del gracioso và Une barque sur l'ocean, (Miroirs), Valses nobles et sentimentales, Ma mère l'Oye, Tzigane (ban đầu cho vĩ cầm và dương cầm) và Le tombeau de Couperin. Trong các phiên bản dành cho dàn nhạc, cách phối nhạc thường làm rõ ngôn ngữ hòa âm của tác phẩm và nhấn mạnh sự sắc nét của những nhịp điệu vũ khúc cổ điển. Nhưng trong một số trường hợp – như trong Alborada del gracioso – các nhà phê bình cho rằng phiên bản phối khí sau này không thuyết phục bằng bản độc tấu dương cầm gốc sắc bén.
Trong một số tổng phổ từ thập niên 1920, bao gồm Daphnis et Chloé, Ravel thường chia bè dây cao thành sáu đến tám phần riêng biệt, trong khi các nhạc cụ gỗ được yêu cầu phải biểu diễn một cách cực kỳ linh hoạt. Ông viết cho bộ kèn đồng với độ tương phản lớn, từ những đoạn êm dịu cho đến các cao trào dùng cường độ cực mạnh. Bước sang thập niên 1930, Ravel có xu hướng giản lược kết cấu phối khí của mình. Trong thập niên 1930 ông thường đơn giản hóa  các cấu trúc hòa nhạc. Âm hưởng nhẹ nhàng trong bản Concerto cho dương cầm cung Sol trưởng theo khuôn mẫu của Mozart và Saint-Saëns, đồng thời lồng ghép nhiều yếu tố mang âm hưởng jazz. Hai nhà phê bình Edward Sackville-West và Desmond Shawe-Taylor nhận xét rằng trong chương chậm của bản concerto – “một trong những giai điệu đẹp nhất mà Ravel từng viết” – ông “thực sự có thể được xem như đã bắt tay với Mozart.” Tác phẩm giao hưởng nổi tiếng nhất của Ravel, Boléro (1928), đã được ông hình thành ý tưởng từ nhiều năm trước khi được hoàn thành; vào năm 1924, ông cho biết mình đang ấp ủ “một khúc thơ giao hưởng không có chủ đề, trong đó toàn bộ sức hút sẽ nằm ở nhịp điệu.”
Một số tác phẩm dương cầm của Schumann, Chabrier và Debussy, cùng tổ khúc Pictures at an Exhibition của Mussorgsky đã được Ravel chuyển soạn thành nhạc giao hưởng. Các bản phối dàn nhạc của tổ khúc trên đã được Mikhail Tushmalov, Sir Henry Wood và Leo Funtek thực hiện trước bản phối năm 1922 của Ravel; nhiều bản phối nhạc khác của tổ khúc cũng đã ra đời sau này, nhưng phiên bản của Ravel vẫn phổ biến nhất. Kelly nhận xét rằng bản phối này mang “một bảng màu âm rực rỡ đến choáng ngợp”, còn một nhà phê bình đương thời thì bình luận rằng khi xử lý âm nhạc của một nhà soạn nhạc khác, Ravel đã tạo nên một âm thanh dàn nhạc hoàn toàn khác xa phong cách của ông.

### Nhạc dương cầm
Mặc dù Ravel viết chưa đến 30 tác phẩm cho dương cầm, nhưng chúng thể hiện rõ sự đa dạng trong phong cách của ông; Orenstein nhận xét rằng nhà soạn nhạc luôn giữ được dấu ấn cá nhân của mình, "từ sự giản dị nổi bật trong Ma mère l’Oye cho đến kỹ thuật xuất chúng trong Gaspard de la nuit". Tác phẩm lớn đầu tiên dành cho dương cầm của Ravel, Jeux d'eau (1901), thường được dùng làm bằng chứng cho sự phát triển phong cách của ông mà không phụ thuộc vào Debussy (các tác phẩm dương cầm quan trọng của Debussy đều ra đời sau đó). Khi soạn nhạc cho độc tấu dương cầm, Ravel hiếm khi hướng tới hiệu ứng thính phòng thân mật đặc trưng của Debussy, mà thay vào đó ông hướng tới sự xuất chúng theo phong cách của Liszt. Tác giả của cuốn The Record Guide coi rằng các tác phẩm như Gaspard de la Nuit và Miroirs có vẻ đẹp và sự độc đáo với cảm hứng sâu sắc hơn, với nguồn gốc từ "thiên tài hòa âm và giai điệu của chính Ravel."
Hầu hết các tác phẩm dương cầm của Ravel đều rất khó biểu diễn, đòi hỏi nghệ sĩ phải cân bằng giữa kỹ thuật và biểu cảm nghệ thuật. Nhà phê bình Andrew Clark viết về các tác phẩm duơng cầm của Ravel vào năm 2013 rằng "Một màn trình diễn Ravel thành công là sự cân bằng chuẩn xác. Nó đòi hỏi cảm quan âm nhạc tinh tế, cảm nhận về màu sắc của cây đàn, và một kỹ thuật điêu luyện được thể hiện một cách nhẹ nhàng để sao cho che giấu những thách thức kỹ thuật đầy tinh vi mà ông đưa ra trong Alborada del gracioso ... và hai chương đầu và cuối của Gaspard de la nuit. Nhiều cảm xúc quá thì tác phẩm mất đi hình thức cổ điển; quá ít thì nghe lại nhạt nhòa." Chính đòi hỏi về sự cân bằng này đã dẫn đến rạn nứt giữa Ravel và Ricardo Viñes;  Viñes cho rằng nếu tuân thủ những sắc thái và tốc độ mà Ravel yêu cầu trong Gaspard de la nuit, thì chương "Le gibet" sẽ "khiến khán giả buồn ngủ đến chết". Một số nghệ sĩ dương cầm ngày nay vẫn bị chỉ trích vì đã diễn giải thái quá các tác phẩm dương cầm của Ravel.
Sự kính trọng của Ravel đối với các bậc tiền bối được thể hiện trong nhiều tác phẩm dương cầm của ông; các tác phẩm Menuet sur le nom de Haydn (1909), À la manière de Borodine (1912), À la manière de Chabrier (1913) và Le tombeau de Couperin đều kết hợp một số yếu tố của nhà soạn nhạc được đề cập và ông diễn giải chúng theo phong cách Ravel đặc trưng. Clark nhận xét rằng những tác phẩm dương mà sau này Ravel phối khí thường bị lu mờ bởi các phiên bản được dàn dựng lại: " Một khi lắng nghe Le tombeau de Couperin và toàn bộ phần nhạc ba lê của Ma mère l’Oye trong các bản thu kinh điển do André Cluytens chỉ huy, thì phiên bản dương cầm sẽ không còn vang lên theo cách cũ nữa.”

### Nhạc thính phòng
Ngoài bản Sonata cho vĩ cầm và dương cầm có niên đại từ năm 1899 nhưng không được xuất bản trong suốt cuộc đời của nhà soạn nhạc, Ravel đã viết 7 tác phẩm thính phòng. Tác phẩm sớm nhất là bản Tứ tấu đàn dây (1902–03), được đề tặng Fauré, và cho thấy ảnh hưởng của bản tứ tấu đàn dây 10 năm trước của Debussy. Tương tự tác phẩm của Debussy, bản tứ tấu thể hiện sự khác biệt với phong cách đồ sộ của trường phái Pháp do Franck và những người theo ông đại diện, bằng việc sử dụng những giai điệu súc tích hơn, linh hoạt trong chuyển tiếp giữa các nhạc cụ, tiết tấu uyển chuyển và đa dạng về màu sắc âm thanh. Bản Introduction et Allegro cho đàn hạc, flute, clarinet và tứ tấu dây (1905) được hoàn thành rất nhanh chóng theo tiêu chuẩn của Ravel. Tác phẩm này mang tính chất mộng ảo theo phong cách của Pavane pour une infante défunte. Ravel nhanh chóng soạn bản Tam tấu dương cầm (1914) nhằm hoàn thành trước khi gia nhập Lục quân Pháp. Tác phẩm này mang ảnh hưởng từ âm nhạc xứ Basque, Baroque và phương Đông, đồng thời thể hiện kỹ thuật ngày càng tinh luyện của Ravel trong việc xử lý sự tương phản giữa âm thanh gõ của dương cầm và âm thanh kéo dài của vĩ cầm và cello. Theo lời của nhà bình luận Keith Anderson, ông đã “kết hợp hai yếu tố khác biệt trong một ngôn ngữ âm nhạc không thể nhầm lẫn là của riêng mình.”
Bốn tác phẩm thính phòng được Ravel viết sau Chiến tranh Thế giới thứ nhất là bản Sonata cho vĩ cầm và cello (1920–22), bản "Berceuse sur le nom de Gabriel Fauré" cho vĩ cầm và dương cầm (1922), tác phẩm thính phòng gốc Tzigane vĩ cầm và dương cầm (1924) và bản Sonata cho vĩ cầm (1923–27). Tác phẩm thứ hai là một lời tri ân đầy trìu mến dành cho thầy của Ravel, còn tác phẩm thứ ba là một màn biểu diễn điêu luyện cho nghệ sĩ vĩ cầm Jelly d'Arányi. Bản Sonata cho vĩ cầm và cello đánh dấu một bước ngoặt trong sự nghiệp của Ravel, khác biệt rõ rệt với kết cấu phong phú và hòa âm tinh tế trong bản Tam tấu dương cầm viết trước thời chiến: theo lời của chính nhà soạn nhạc, ông đã đẩy sự giản lược về kết cấu đến mức cực đoan và từ bỏ sự quyến rũ hòa âm để tập trung hoàn toàn vào giai điệu. Tác phẩm thính phòng cuối cùng, bản Sonata cho vĩ cầm (đôi khi gọi là bản Sonata số 2 sau khi bản sonata thời học sinh của Ravel được xuất bản sau khi ông mất), là một sáng tác thường xuyên sử dụng các quãng nghịch tai. Ravel nói rằng vĩ cầm và dương cầm là hai nhạc cụ "về cơ bản không tương thích", và bản sonata này nhằm phơi bày sự không tương thích đó. Sackville-West và Shawe-Taylor gọi các bản sonata thời hậu chiến là "khá gượng ép và không thỏa đáng"; cả hai bản sonata đều không nổi tiếng bằng các bản nhạc thình phòng trước thời chiến của Ravel.

### Thu âm
Một số bản diễn tấu của Ravel đối với các tác phẩm dương cầm của ông đã được ghi lại qua piano roll (tạm dịch: cuộn băng điều khiển piano) trong khoảng thời gian từ năm 1914 đến 1928, mặc dù một số cuộn băng được cho là do ông chơi thực chất có thể là do Robert Casadesus – một nghệ sĩ dương cầm điêu luyện hơn – biểu diễn dưới sự giám sát của ông. Các bản thu âm dùng piano roll đã được phát hành dưới dạng đĩa CD. Năm 1913 đã xuất hiện bản thu âm tác phẩm Jeux d'eau do Mark Hambourg thực hiện; đến đầu thập niên 1920 thì xuất hiện đĩa ghi của các tác phẩm như Pavane pour une infante défunte, Ondine, cùng với các chương trích từ Tứ tấu đàn dây, Le tombeau de Couperin và Ma mère l'Oye. Ravel là một trong những nhà soạn nhạc đầu tiên nhận ra tiềm năng của ghi âm trong việc đưa âm nhạc của mình đến với công chúng. Trong suốt thập niên 1920, nhiều bản thu các tác phẩm của ông đã được phát hành, một số thì có sự tham gia của chính Ravel với vai trò nghệ sĩ dương cầm hoặc là nhạc trưởng. Một bản thu âm tác phẩm Concerto cho dương cầm cung Sol trưởng năm 1932 được quảng bá là “do nhà soạn nhac chỉ huy”, nhưng thực chất ông chỉ giám sát các buổi thu âm, trong khi công việc chỉ huy được giao cho một nhạc trưởng có kỹ năng hơn. Những bản thu mà Ravel thực sự chỉ huy bao gồm bản Boléro năm 1930 và một bộ phim có âm thanh ghi lại buổi biểu diễn bản concerto Rê trưởng năm 1933 với nghệ sĩ Wittgenstein làm nghệ sĩ độc tấu.

## Vinh danh và di sản
Ravel không chỉ từ chối Huân chương Bắc Đẩu Bội tinh, mà ông còn từ chối mọi giải thưởng nhà nước từ Pháp; ông cũng không đưa tên của mình để ứng cử vào Institut de France. Trái lại, ông chấp nhận các giải thưởng quốc tế, bao gồm hội viên danh dự của Royal Philharmonic Society vào năm 1921, huân chương Ordre de Léopold của Bỉ vào năm 1926, và bằng tiến sĩ danh dự của Đại học Oxford vào năm 1928.
Sau khi Ravel qua đời, em trai và người thừa kế Edouard đã chuyển đổi căn nhà của nhà soạn nhạc tại Montfort-l'Amaury thành một bảo tàng, giữ nguyên phần lớn ngôi nhà theo phong cách của Ravel. Tính đến năm 2023, bảo tàng Maurice Ravel vẫn mở cửa cho các chuyến tham quan kèm hướng dẫn viên.
Trong những năm cuối đời, Edouard Ravel công khai ý định để lại phần lớn tài sản của nhà soạn nhạc cho thành phố Paris để tài trợ cho Giải thưởng Nobel về âm nhạc, nhưng về sau ông đã đổi ý. Sau khi ông qua đời vào năm 1960, tài sản đã qua tay nhiều người. Mặc dù có khoản tiền bản quyền đáng kể được trả cho việc biểu diễn âm nhạc của Ravel, tạp chí tin tức Le Point đã đưa tin vào năm 2000 rằng không rõ ai là người thụ hưởng. Tờ báo The Guardian đưa tin vào năm 2001 cho rằng không có khoản tiền bản quyền nào được chuyển đến để bảo trì bảo tàng Ravel tại Montfort-l'Amaury, nơi đang trong tình trạng hư hỏng.
Satie, Stravinsky và một số nghệ sĩ khác đã viết nhiều tác phẩm để tưởng nhớ hoặc tôn vinh Ravel.

### Tổng phổ miễn phí
- Bản nhạc miễn phí bởi Maurice Ravel tại Dự án Thư viện Bản nhạc Quốc tế (IMSLP)
- Free scores by Maurice Ravel trong Choral Public Domain Library (ChoralWiki)

### Khác
- Maurice Ravel Frontispice Lưu trữ ngày 22 tháng 9 năm 2017 tại Wayback Machine
- Khám phá Ravel. BBC Radio 3
- Các bài báo về  Maurice Ravel tại Cục Lưu trữ Báo chí Thế kỷ 20 của ZBW

### Học viện
- International Academy of Music from Saint-Jean-de-Luz: Académie internationale de Musique Maurice Ravel de Saint-Jean-de-Luz
- Maurice Ravel's Friends Society: Les Amis de Maurice Ravel